# Пинас
Пина́с (също тамила, по-рядко пинасс, пинасса, на нидерландски: pinas, на испански: pinaza) – през XVI век ветроходно-гребен съд. Използва се като куриерски, разузнавателен, канонерска лодка, или като работен баркас на кораба. Може да бъде разглобяем. В периода XVII—XVIII век е тримачтов съд. Получава разпространение в северна Европа.
В своето околосветско плаване Френсис Дрейк има 4 разглобяеми пинаса, които изиграват голяма роля при разузнаването на испанските брегове и за връзката между отделните кораби. Към края на плаването всички те са изгубени.
B началото на XVII век в Северна Европа се появява пинас, до известна степен напоминящ на флейта, но значително отличаващ се от него с по-малко огънатите си шпангоути и транцевата кърма. Предната част на кораба завършва с почти правоъгълна напречна преграда, простираща се по височина от палубата до полубака. Такава форма предната част на съда просъществува до началото на XVIII век. Пинаса тогава е с дължина до 44 m, има три мачти и мощен бушприт. На грота- и фока се поставят прави ветрила, а на бизанмачтата – бизан и над него крюйсел. На бушприта – блинд и бом-блинд. Водоизместимостта на пинаса е 150 – 800 тона. Предназначени са основно за търговски цели.
По-късно ветроходни въоръжени пинаси с неголеми размери се използва за транспортиране на съобщения между линейните кораби, при влизане в заливи пред флота, разнасяне на поща и т.н.